# Розетта (печиво)

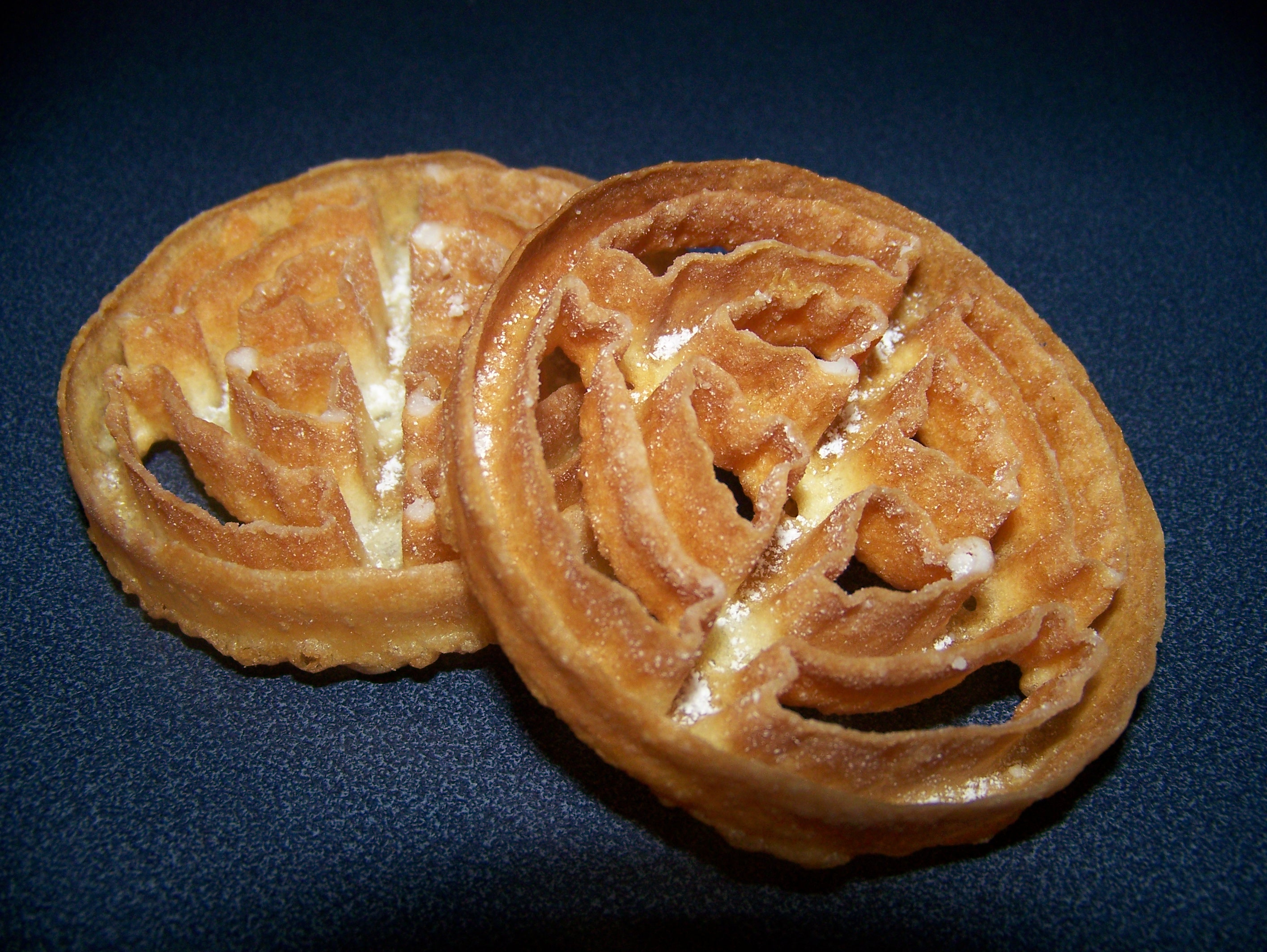
Дві розетти, зроблені в домашніх умовах

Розетта (англ. rosettes) — шведський кондитерський виріб, тонке печиво скандинавського походження, обсмажене у фритюрі. Його зазвичай виготовляють під час Різдва. Розетти роблять за допомогою спеціальних фігурних форм, які нагрівають до дуже високої температури в маслі, потім занурюють у рідке тісто і знову поміщають в гарячу олію до утворення хрусткої скоринки. Після — форму негайно виймають і відокремлюють печиво. Краї Розетти, як правило, посипають цукровою пудрою.
У Фінляндії розетти подають на свято Ваппу (Вальпургієва ніч).
Розетти також є традиційною випічкою в Туреччині, де вони відомі як «демір тітлісі». Це печиво роблять в Ірані (там воно називається як «нан пан'яра») і у Мексиці, де отримало назву «бунюельос» (оладки).